# Jada (banda)
Jada foi uma girlband americana de Boston.

## Carreira
Em seus primeiros dias de grupo, elas cantavam em pequenos eventos, entre outros locais. Como a gravação de uma demo. Em 2006, o grupo assinaram contrato com a Motown/Universal Records, com potência vocal, gospel sentimental e harmonias sofisticadas, baladas infundidas e Infectious Grooves explodindo em uma mistura ousada de funky com Pop/[[R&B.
Até à data, o grupo ainda não lançou algum álbum em estudio. Entretanto, o grupo informou que desde que assinou com a Motown, eles têm trabalhado com J.R. Rotem, Dallas Austin, Swizz Beats, RedOne, Akon, Ryan Tedder, Toby Gad e Wyclef Jean, entre outros. Em uma promoção para o álbum, o grupo entrou em tour com o The Plain White T's, Lloyd e Brooke Hogan durante o verão. Sua canção, "I'm That Chick" foi apresentado no Bring It On: In It to Win It mini trilha no final de 2007. Em fevereiro de 2008, Jada apareceu com a cantora de R&B JoJo no Ultimate Prom. Em 2008, a compositora da equipe e produtor Danja fizeram uma música para Jada chamad "Denial", que cantaram ao vivo no UOL
Em 9 de dezembro de 2008 Jada ganhou seu primeiro prêmio no Boston Music Awards 2009 por Melhor Cantor Pop/R&B do Ano.
Em 2009 Jada lança seu primeiro single, "American Cowboy", que foi lançado para o iTunes em 31 de março e o vídeo lançado em 25 de abril.
O segundo single é chamado de "Break Up Song", escrito e produzido pela equipe de Andrew Frampton, Wayne Wilkins e Koetcha Savan (Britney Spears, Natasha Bedingfield, David Archuleta, etc.).Elas disseram em sua página do MySpace que "Break up Song é uma canção fria e muito bonita em meio-tempo. Nós amamos ela! Pelo título que poderia soar como uma canção de amor triste, mas uma vez que você ouvir você vai perceber que não é o que você espera, mas novamente, poucas coisas são com Jada!"

## Discografia
Break Up Song (2009)